# Florida Cup 2015
La Florida Cup 2015 fue un torneo amistoso de fútbol disputado por 2 equipos brasileños (Corinthians y Fluminense) y dos equipos alemanes (Bayer Leverkusen y Colonia) en Estados Unidos. Los partidos fueron jugados en Jacksonville, EverBank Field, y Orlando, transmitidos para 125 países de 5 continentes.
Inicialmente, São Paulo jugaría el torneo en lugar de Corinthians, pero la dirección del equipo tricolor entendió que un viaje a Estados Unidos perjudicaría la pretemporada ya planeada del club.

## Tabla de los clubes
| Pos. | Equipo            | Pts. | PJ | PG | PE | PP | GF | GC | Dif. |
| ---- | ----------------- | ---- | -- | -- | -- | -- | -- | -- | ---- |
| 1    | F. C. Colonia     | 6    | 2  | 2  | 0  | 0  | 4  | 2  | +2   |
| 2    | Bayer Leverkusen  | 3    | 2  | 1  | 0  | 1  | 4  | 2  | +2   |
| 3    | S. C. Corinthians | 3    | 2  | 1  | 0  | 1  | 2  | 2  | 0    |
| 4    | Fluminense F. C.  | 0    | 2  | 0  | 0  | 2  | 2  | 6  | -4   |

- La victoria valió 3 puntos, la victoria por penaltis valió 2 puntos (el juego que terminara empatado, sería decidido en penaltis) y derrota en los penaltis concede 1 punto.[5]

## Goleadores
2 goles
- Guerrero

1 gol
- Drmić
- Edson
- Finne
- Halfar
- Kiessling
- Peszko
- Rolfes
- Ujah
- Walter
- Yurchenko

## Países
Hubo también una premiación para el país que sumó el mayor número de puntos.
| Pos. | País     | Pts | J | V | Y | D | GP | GC | SG |
| ---- | -------- | --- | - | - | - | - | -- | -- | -- |
| 1    | Alemania | 9   | 4 | 3 | 0 | 1 | 8  | 4  | +4 |
| 2    | Brasil   | 3   | 4 | 1 | 0 | 3 | 4  | 8  | -4 |

## Premiaciones
Mejor jugador
 Paolo Guerrero (S. C. Corinthians)
Clubes
| Florida Cup 2015          |
| ------------------------- |
| F. C. Colonia (1° título) |

Países
| Florida Cup 2015     |
| -------------------- |
| Alemania (1º título) |